# Melanie Griffith
Melanie Griffith (født 9. august 1957) er en amerikansk skuespiller. Hun er datter af Tippi Hedren og Peter Griffith.
Melanie Griffith har medvirket i over 50 film og tv-produktioner. En af hendes mest kendt roller er i filmen Working Girl (1988), hvor hun modtog en Golden Globe og blev nomineret til en Oscar.

## Filmografi
| År   | Titel                               | Rolle                   | Noter |
| ---- | ----------------------------------- | ----------------------- | --- |
| 1969 | Smith!                              | Extra                   | ukrediteret |
| 1973 | The Harrad Experiment               | Extra                   | ukrediteret |
| 1975 | Night Moves                         | Delly Grastner          | |
| 1975 | The Drowning Pool                   | Schuyler Devereaux      | |
| 1975 | Smile                               | Karen Love              | |
| 1976 | Once an Eagle                       | Jinny Massengale        | Tv mini-serie |
| 1977 | The Garden (Ha-Gan)                 | Young Girl              | |
| 1977 | One on One                          | The Hitchhiker          | |
| 1977 | Joyride                             | Susie                   | |
| 1978 | Daddy, I Don't Like it Like This    | Girl in Hotel           | Tv film |
| 1978 | Steel Cowboy                        | Johnnie                 | Tv film |
| 1981 | Roar                                | Melanie                 | |
| 1981 | Underground Aces                    | Lucy                    | |
| 1981 | The Star Maker                      | Dawn Barnett Youngblood | Tv film |
| 1981 | She's in the Army Now               | Pvt. Sylvie Knoll       | Tv film |
| 1981 | Golden Gate                         | Karen                   | Tv film |
| 1984 | Body Double                         | Holly Body              | National Society of Film Critics Award for Best Supporting Actress Nomineret — Golden Globe Award for Best Supporting Actress – Motion Picture Nomineret — New York Film Critics Circle Award for Best Supporting Actress (2 plads)                                                                              |
| 1985 | Fear City                           | Loretta                 | |
| 1985 | Alfred Hitchcock Presents           | Girl                    | Tv serie (1 episode) |
| 1986 | Something Wild                      | Audrey Hankel aka Lulu  | Nomineret — Golden Globe Award for Best Actress – Motion Picture Musical or Comedy |
| 1987 | Cherry 2000                         | Edith 'E' Johnson       | Lige til video |
| 1988 | The Milagro Beanfield War           | Flossie Devine          | |
| 1988 | Stormy Monday                       | Kate                    | |
| 1988 | Working Girl                        | Tess McGill             | Boston Society of Film Critics Award for Best Actress Golden Globe Award for Best Actress – Motion Picture Musical or Comedy Nomineret — Academy Award for Best Actress Nomineret — BAFTA Award for Best Actress in a Leading Role Nomineret — National Society of Film Critics Award for Best Actress (3 plads) |
| 1990 | Women and Men: Stories of Seduction | Lureen                  | Tv film |
| 1990 | In the Spirit                       | Hadley                  | |
| 1990 | Pacific Heights                     | Patty Palmer            | |
| 1990 | The Bonfire of the Vanities         | Maria Ruskin            | Nomineret — Golden Raspberry Award for Worst Actress |
| 1991 | Paradise                            | Lily Reed               | |
| 1992 | Shining Through                     | Linda Voss              | Golden Raspberry Award for Worst Actress |
| 1992 | A Stranger Among Us                 | Emily Eden              | |
| 1993 | Born Yesterday                      | Billie Dawn             | |
| 1994 | Milk Money                          | V                       | |
| 1994 | Nobody's Fool                       | Toby Roebuck            | |
| 1995 | Buffalo Girls                       | Dora DuFran             | Nomineret — Golden Globe Award for Best Supporting Actress – Series, Miniseries or Television Film |
| 1995 | Now and Then                        | Tina 'Teeny' Tercell    | |
| 1995 | Two Much                            | Betty Kerner            | |
| 1996 | Mulholland Falls                    | Katherine Hoover        | |
| 1997 | Lolita                              | Charlotte Haze          | |
| 1998 | Another Day in Paradise             | Sid                     | |
| 1998 | Shadow of Doubt                     | Kitt Devereux           | |
| 1998 | Celebrity                           | Nicole Oliver           | |
| 1999 | Crazy in Alabama                    | Lucille Vinson          | Nomineret — Golden Raspberry Award for Worst Actress |
| 1999 | RKO 281                             | Marion Davies           | Nomineret — Emmy Award for Outstanding Supporting Actress – Miniseries or a Movie Nomineret — Golden Globe Award for Best Supporting Actress – Series, Miniseries or Television Film |
| 2000 | Cecil B. Demented                   | Honey Whitlock          | Nomineret — Golden Raspberry Award for Worst Actress |
| 2000 | Forever Lulu                        | Lulu McAfee             | Udgivet på DVD som Along for the Ride (2000) |
| 2001 | Tart                                | Diane Milford           | |
| 2002 | Searching for Debra Winger          | Herself                 | |
| 2002 | Stuart Little 2                     | Margalo                 | Stemme |
| 2003 | The Night We Called It a Day        | Barbara Marx            | Nomineret — Australian Film Institute Award for Best Actress in a Supporting Role |
| 2003 | Shade                               | Eve                     | |
| 2003 | Tempo                               | Sarah                   | |
| 2005 | Heartless                           | Miranda Wells           | Tv film |
| 2007 | Viva Laughlin                       | Bunny Baxter            | Tv serie (2 episoder) |
| 2010 | Nip/Tuck                            | Brandie Henry           | Tv serie (1 episode) |
| 2011 | Hot in Cleveland                    | Hende selv              | Episode: "Sisterhood of the Traveling SPANX" |
| 2012 | American Housewife                  | Leila                   | Unaired Lifetime original series |
| 2012 | Dino Time                           | Tyra (stemme)           | |
| 2012 | Raising Hope                        | Tamara                  | Tv Serie (2 episoder) |
| 2013 | Dark Tourist                        | Betsy                   | |
| 2013 | Call Me Crazy: A Five Film          | Kristin                 | Tv film |
| 2014 | Autómata                            | Susan Dupré             | |
| 2014 | Hawaii Five-0                       | Clara Williams          | Tv serie (3 episoder) |
| 2014 | Thirst                              | Sue                     | Kortfilm; premiere på Locarno Festival den 7. august 2014 |